# Wilfrid Israel

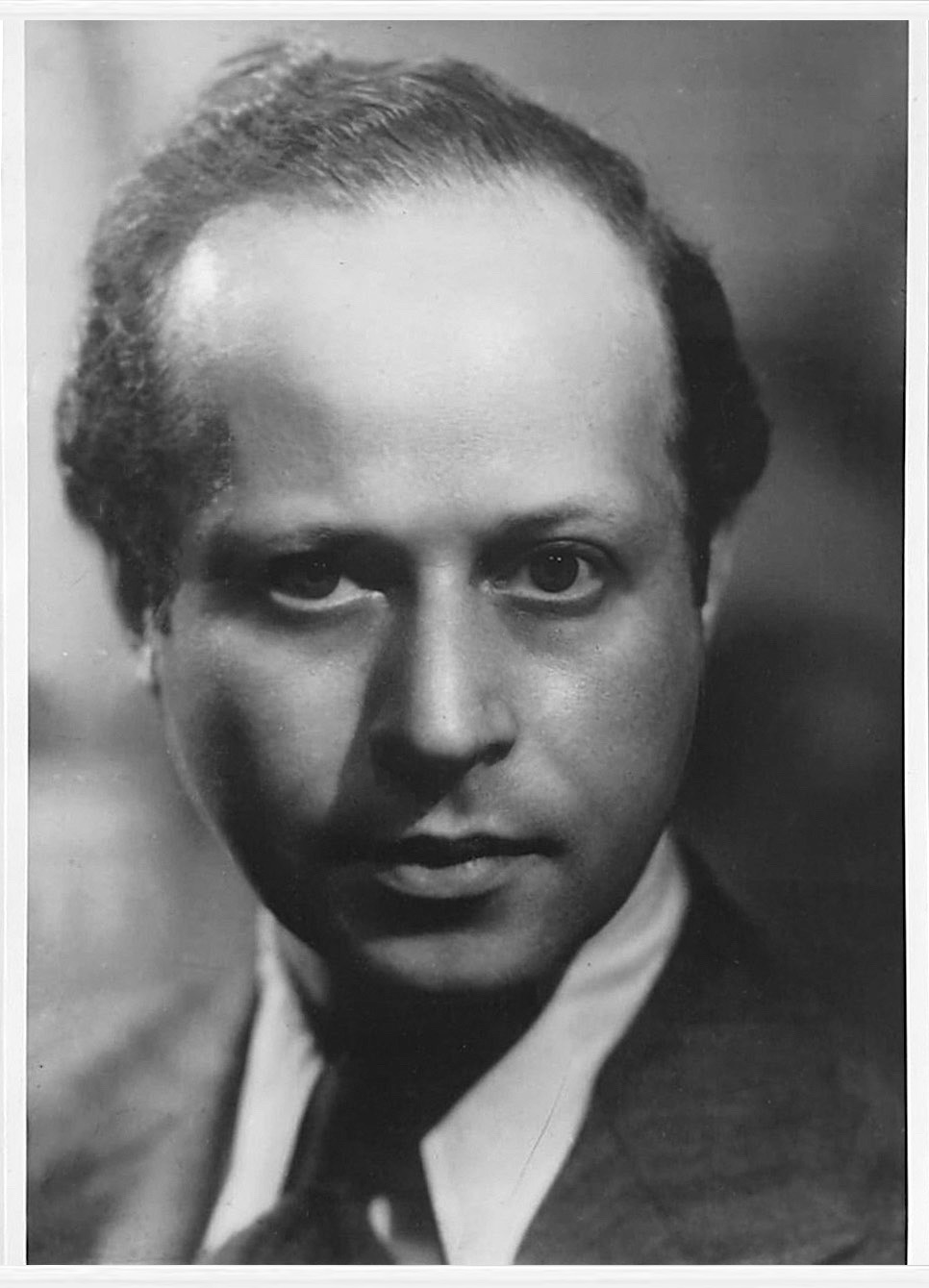
Wilfrid Israel (Foto aus dem Museum in Hasorea)

Wilfrid Berthold Jacob Israel (geboren 11. Juli 1899 in London; gestorben 1. Juni 1943 im Golf von Biskaya durch Flugzeugabschuss) war ein Philanthrop und Geschäftsmann aus Berlin. Geboren in einer wohlhabenden deutsch-jüdischen Familie, war er aktiv an der Rettung von Juden aus dem nationalsozialistischen Deutschland beteiligt und spielte eine wichtige Rolle bei der Organisation der Kindertransporte zur Rettung jüdischer Kinder und Jugendlicher nach den Novemberpogromen 1938.

## Leben

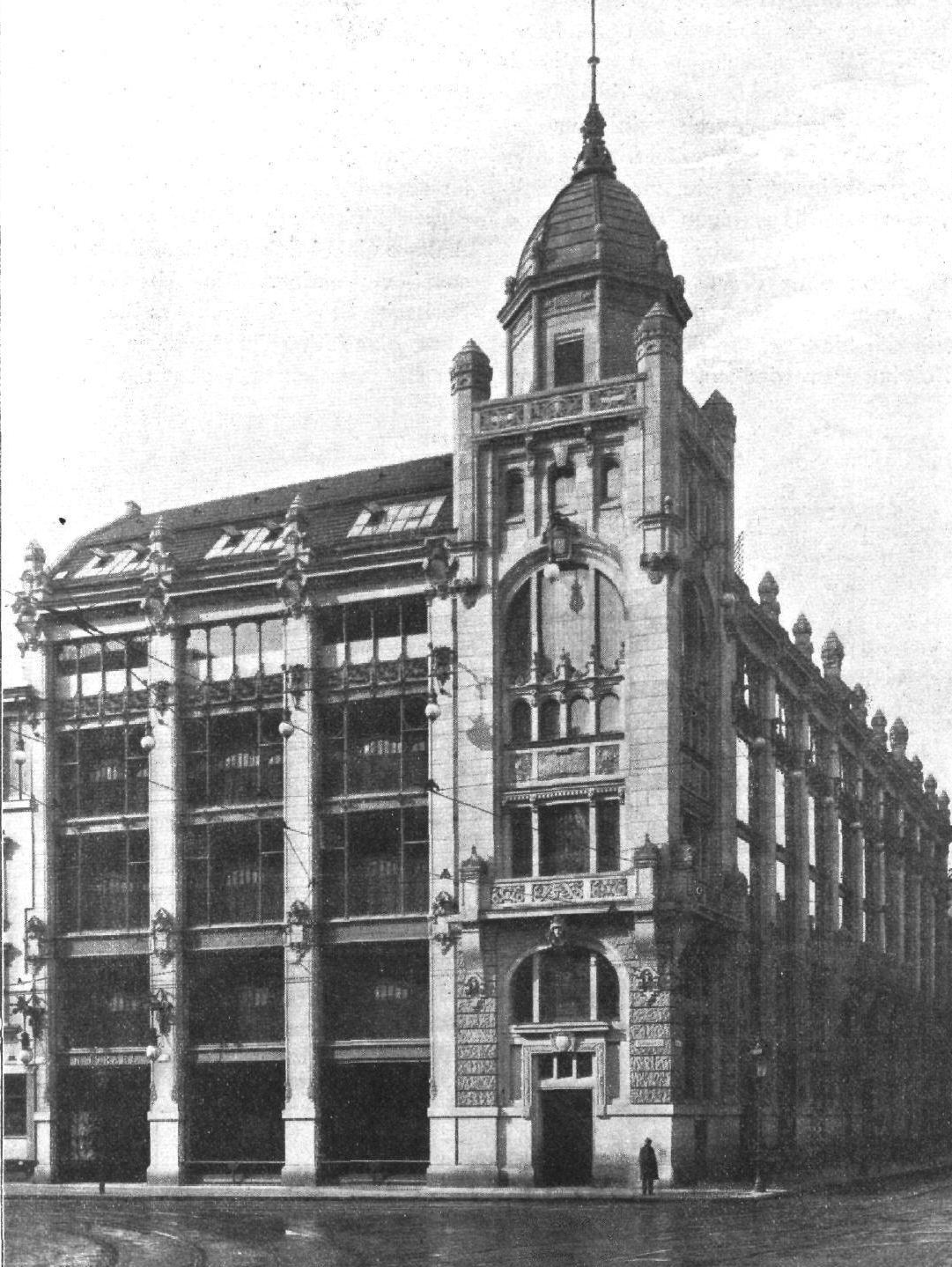
Das Kaufhaus Nathan Israel in Berlin-Mitte um 1900

Wilfrid Israel besuchte das Mommsen-Gymnasium in Berlin-Charlottenburg und, für eine kurze Zeit, das Hochalpine Lyceum in Zuoz/Institut Engiadina (heute Lyceum Alpinum Zuoz) in der Schweiz (1911). Mit 22 Jahren trat Israel in das Unternehmen seines Vaters Berthold Israel (1868–1935), das traditionsreiche Kaufhaus Nathan Israel in Berlin, Spandauer Straße 28, ein. Dort gründete er eine betriebseigene Schule für kaufmännische Lehrlinge. Er setzte durch, dass in den väterlichen Warenhäusern Sozialarbeiter für die Betreuung der Angestellten eingestellt wurden.
Nach dem Ersten Weltkrieg begann er die Welt zu bereisen, vor allem den Fernen Osten, und interessierte sich besonders für die Kunstwerke dieser Region. Mit dem Ausbruch der globalen Wirtschaftskrise half er, das Habima-Theater nach Palästina zu bringen.
1928 übernahm er zusammen mit seinem Bruder Herbert Israel die kaufmännische Leitung der Firma.
Am 27. September 1931 brachte Wilfrid Israel seinen indischen Gast V. A. Sundaram in die Stadt Caputh südlich von Potsdam, um ihn dort seinem Freund Albert Einstein in dessen Sommerhaus vorzustellen. Sundaram war ein Schüler und Anhänger Mahatma Gandhis und sein Sonderbeauftragter. Während seiner Indienreise 1925 hatte Wilfrid Israel das Haus Mahatma Gandhis besucht und Sundaram kennengelernt. In ihrer Anwesenheit verfasste Einstein einen kurzen Brief an Mahatma Gandhi, den er dem Abgesandten übergab. Gandhi antwortete bald darauf in brieflicher Form. Und obwohl Einstein und Gandhi sich am Ende nicht so treffen konnten, wie sie es sich erhofft hatten, traten sie durch Wilfrid Israel in direkten Kontakt zueinander.
Nach der nationalsozialistischen „Machtergreifung“ 1933 gründete Israel mehrere Organisationen, die sich um die Belange der jüdischen Auswanderer kümmerten. Die bekanntesten darunter waren der Zentralausschuß für Hilfe und Aufbau und die Kinder- und Jugend-Alijah. Der Hilfsverein der deutschen Juden berief Israel 1937 in seine Direktion.
Während dieser Jahre arbeitete er mit Kapitän Francis Frank Foley zusammen, einem in Berlin stationierten britischen Geheimdienstoffizier, der zur Tarnung Direktor des Visabüros der britischen Botschaft war.
Zusammen mit Hubert Pollack, einem jüdischen Statistiker, der unter Wilfrid Israel im Hilfsverein und auch streng geheim unter Foley arbeitete, bildeten die drei einen Geheimmechanismus, um so viele Juden wie möglich zu retten. Pollack hatte Kontakte zur Gestapo, Wilfrid Israel hatte Geld und direkte Verbindungen zu Sponsoren im Ausland, Foley war der Mann, der für die Erteilung von Visa verantwortlich war. Pollack war der wesentliche Vermittler zwischen Wilfrid Israel, Foley und der Gestapo. Er traf sie in kleinen Cafés, wo eine Geldübergabe leicht erfolgen konnte. Die Leute kamen zu Wilfrid Israel und baten um seine Hilfe bei der Befreiung ihrer Verwandten aus den Konzentrationslagern. Wilfrid Israel gab Pollack die notwendigen Mittel, Pollack erhielt die Dokumente und Foley erteilte denjenigen Ausreisevisa, von denen Wilfrid Israel und Pollack sagten, dass sie ehrliche Menschen seien und deren Namen von der Gestapo bereits auf die schwarze Liste gesetzt worden waren. Pollack und Wilfrid Israel informierten Foley über alle von der Gestapo in den Reihen der Visumantragsteller eingeschleusten Agenten. In den letzten Jahren und Monaten bis zur Kristallnacht gelang es ihnen, etwa 10.000 Juden zu retten.
Als 1939 der politische Druck zu groß wurde, musste Israel den Familienbetrieb an die 1938 gegründete Emil Köster AG abtreten; dabei handelte es sich um eine „Schein-Arisierung“, da die Emil Köster AG dem bereits 1931 aus Deutschland ausgewanderten jüdischen Unternehmer Jakob Michael gehörte, was den NS-Behörden aber unbekannt war. Israel emigrierte nach London und fungierte dort als Verbindung zwischen Regierungsstellen und jüdischen Flüchtlingsorganisationen. Er war am Balliol College in Oxford und mit Adam von Trott zu Solz befreundet. Für das Royal Institute of International Affairs war er als Berater tätig.
Wilfrid Israel starb 1943 auf dem Rückflug von Lissabon, als sein ziviles Passagierflugzeug – der Flug „BOAC Flight 777“ auf dem Weg von Lissabon nach Bristol – durch einen gezielten Angriff von Flugzeugen des Kampfgeschwaders 40 der deutschen Luftwaffe über der Biskaya abgeschossen wurde und brennend ins Meer stürzte. Alle Passagiere und Besatzungsmitglieder, unter ihnen auch der Schauspieler und Regisseur Leslie Howard, wurden dabei getötet. Bis heute sind die Umstände des Absturzes nicht restlos aufgeklärt und es existieren verschiedene Theorien, aus welchem Grund die Zivilmaschine abgeschossen wurde, etwa dass der deutsche Geheimdienst angenommen hatte, dass sich Winston Churchill in der Maschine befände. Laut dem Führer des Verbands, Herbert Hinze, befanden sich acht Ju 88C-6 auf einem U-Boot-Sucheinsatz, als sie auf die DC-3 trafen und angriffen. Als sie das zivile Kennzeichen des Flugzeugs erkannten und das Feuer einstellten, war es bereits zu spät.
Wilfrid Israel hatte vor seinem Tod die Ausreise jüdischer Flüchtlinge aus Spanien und Portugal per Schiff nach Palästina vorbereitet. Aufbauend auf dessen Vorarbeiten übernahm im Herbst 1943 Perez Leshem die Leitung der Aktion. Mit dem Schiff Nyassa erreichten 740 Flüchtlinge am 1. Februar 1944 den Hafen von Haifa.
Beschrieben als „sanft und mutig“ und „sehr verschwiegen“, vermied Wilfrid Israel öffentliche Ämter und gesellschaftliche Auftritte. Seine weitreichenden privaten und geschäftlichen Beziehungen waren aber sehr umfangreich und international. Nach seiner Biographin Naomi Shepherd verfügte er jedoch auch über eine „fast hypnotische“ Fähigkeit zur „Beeinflussung“ seiner Freunde und Kollegen. Martin Buber beschrieb ihn als „einen Mann von großer moralischer Statur, gewidmet dem Dienst an den Mitmenschen“. Albert Einstein schrieb über ihn in einem Brief an Wilfrids Mutter Amy Israel am 14. Juni 1943: „Nie in meinem Leben war ich in Kontakt mit einem Wesen so edel, so stark und so selbstlos, wie er war – in Wahrheit ein lebendiges Kunstwerk.“

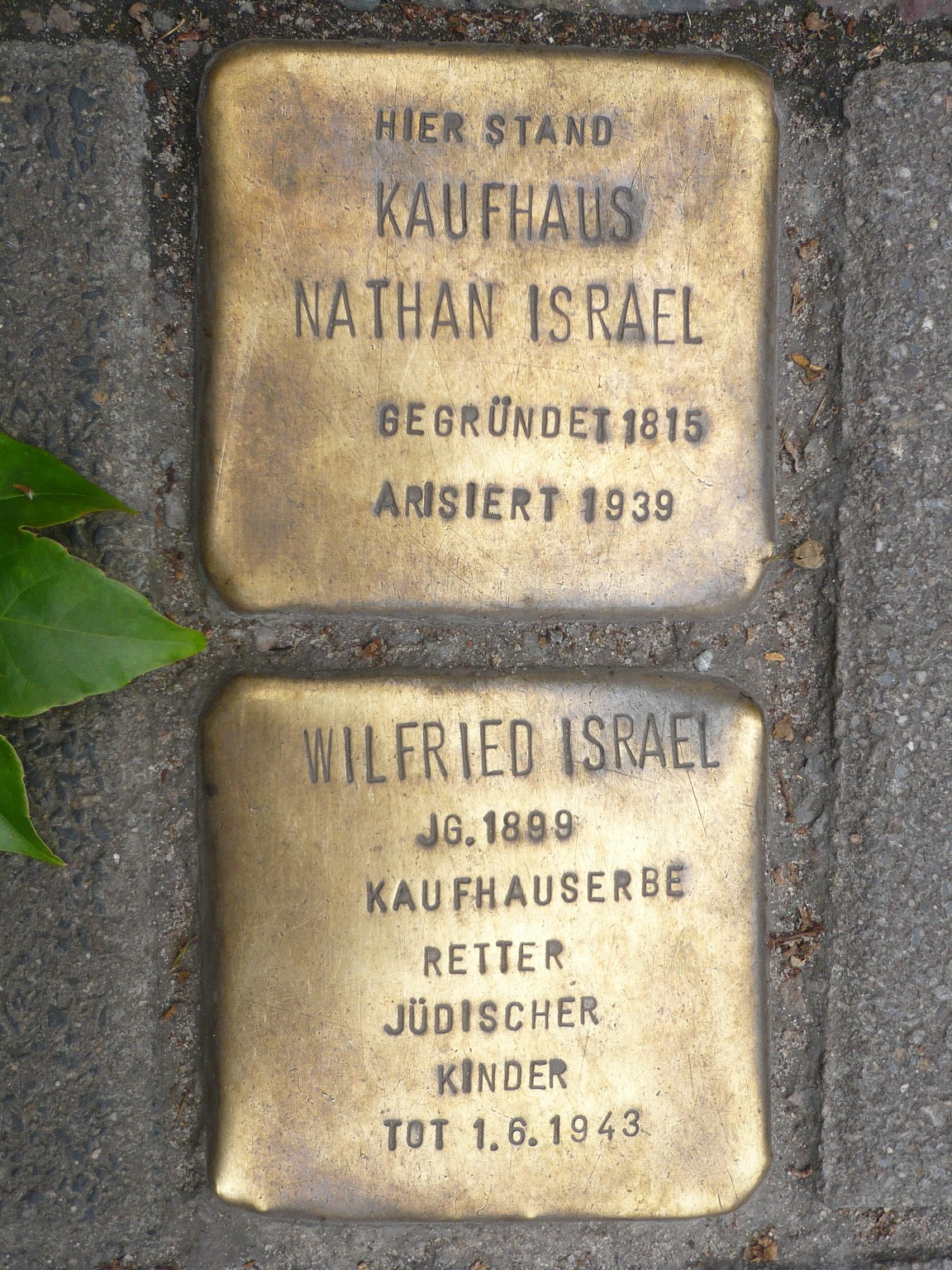
Stolpersteine zur Erinnerung an das Kaufhaus N. Israel und an Wilfrid Israel

## Ehrung
Wilfrid Israel war das Vorbild für die Figur des jüdischen Unternehmers Bernhard Landauer in Christopher Isherwoods autobiographischem Schlüsselroman Goodbye to Berlin (1939); im Roman wird Landauer (mit „dramatischer Notwendigkeit“, wie Isherwood später schrieb) indes bereits 1933, also kurz nach der „Machtergreifung“, von den Nationalsozialisten ermordet.
Im Oktober 2004 wurden vor dem ehemaligen Standort des Kaufhauses Nathan Israel, Berlin-Mitte, Spandauer Straße 17, zwei Stolpersteine verlegt.

## Brief von Albert Einstein
Lieber Herr Israel:
 Ich habe mich ungemein über Ihren

 freundlichen Brief gefreut und insbesondere

 darüber, Sie endlich in Sicherheit zu wissen.

 Was Sie getan haben, war wirklich heroisch, aber

 ich konnte das Gefühl nicht loswerden, dass Sie für

 diese Welt zu gut seien, aber hauptsaechlich für

 jene Umgebung, in der Sie so lange ausgeharrt haben.

        In der Hoffnung, Sie noch einmal in diesem

 Leben von Angesicht zu sehen, bin ich mit herzlichen

 Grüssen an Sie und die Ihren

                             Ihr

                             A. Einstein (Unterschrift)

 Mr. Wilfrid Israel

 29, Russell Gardens

 London, N.W.11

## Museum

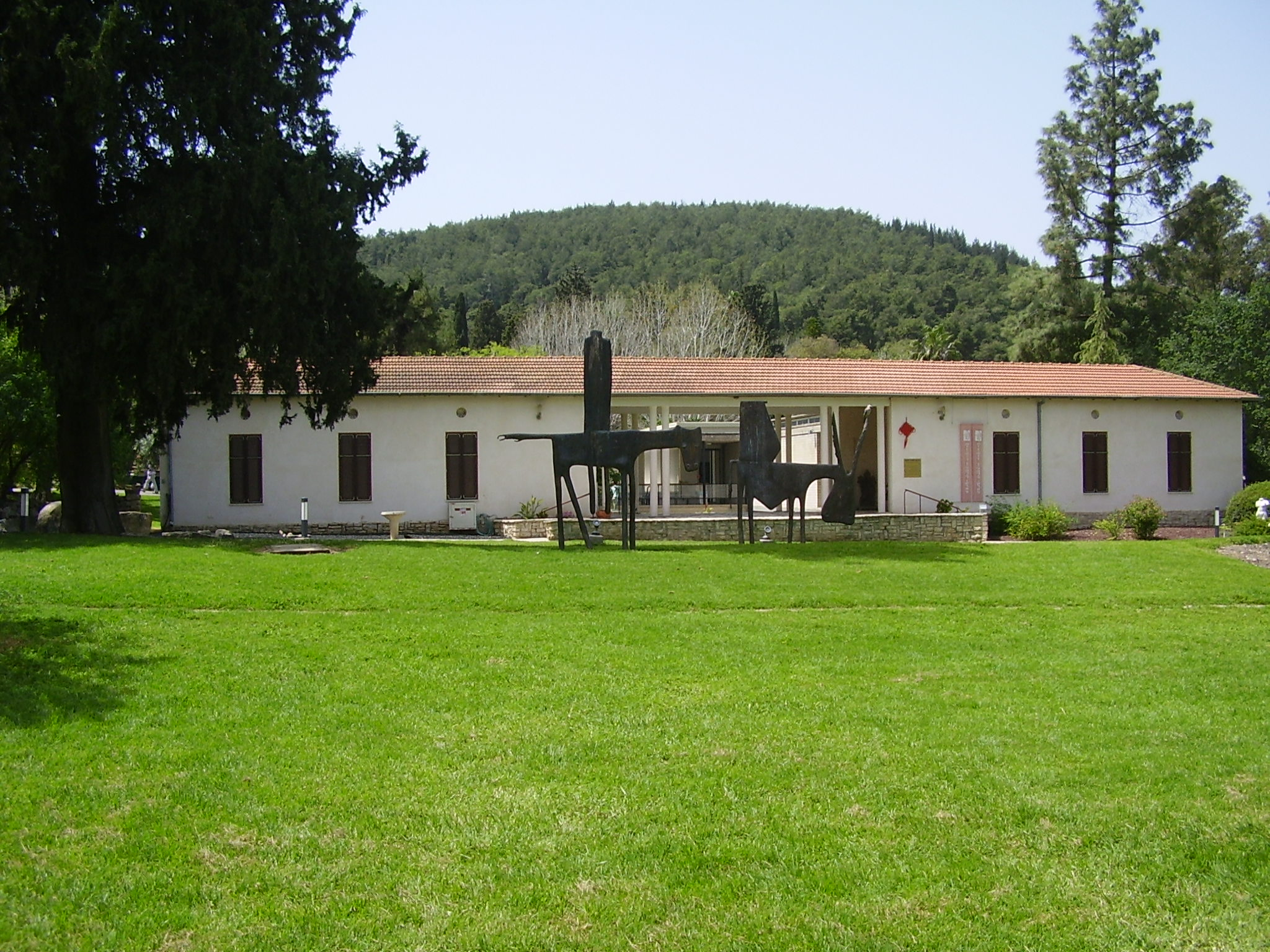
Wilfrid Israel Museum in Hasorea

Das Wilfrid Israel Museum im Kibbuz Hasorea zeigt seit 1951 die Kunstsammlung von Wilfrid Israel.
Es umfasst sowohl eine archäologische Sammlung als auch eine Kunstsammlung und ist Wilfrid Israel gewidmet. Das Museum, das 1951 eröffnet wurde, beherbergt Wilfrid Israels einzigartige Sammlung, der über die Jahre viele weitere Artefakte hinzugefügt wurden. Die permanente Ausstellung umfasst Kunstwerke aus Indien, China, Thailand, Kambodscha, antike Kunstwerke des Nahen Ostens sowie lokale archäologische Funde. Überdies finden wechselnde Ausstellungen moderner Malerei, Bildhauerei, Fotografie sowie textiler Kunst statt. Das Museum bietet eine breite Palette an Gemeinschaftsbildungsprogrammen für Kinder, Jugendliche und Erwachsene einschließlich Führungen durch die permanente Ausstellung sowie durch die temporären Ausstellungen. Im Workshop des Museums gibt es auch die Möglichkeit, an interaktiven Kursen teilzunehmen.

## Wilfrid Israel Film

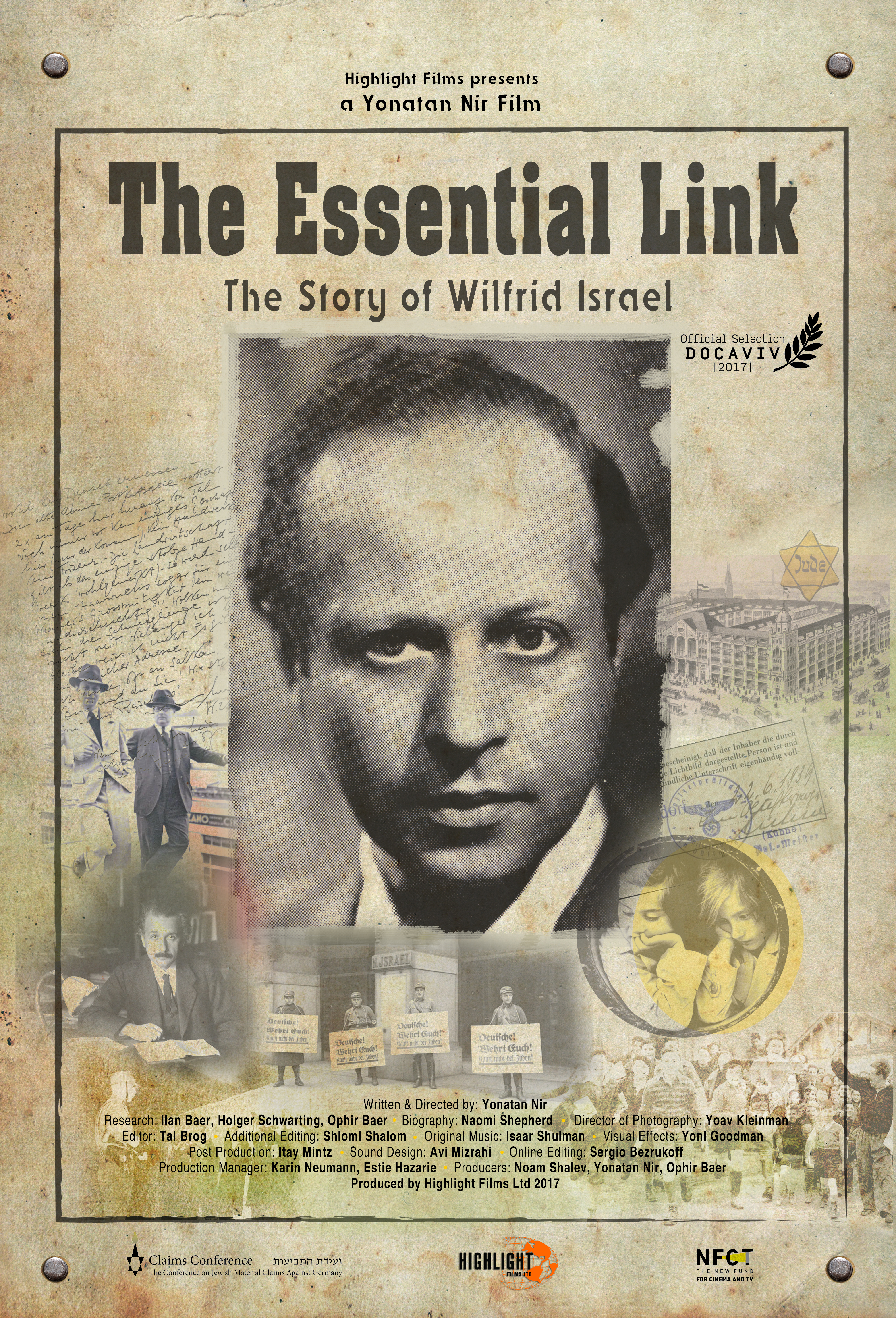
Poster zum Dokumentarfilm von 2017

Ein Film des preisgekrönten Regisseurs Yonatan Nir und des Produzenten Noam Shalev hatte am 1. November 2016 in Israel Premiere. Der Film Das lebenswichtige Bindeglied: Die Geschichte von Wilfrid Israel (englischer Originaltitel: The Essential Link: The Story of Wilfrid Israel) ist inspiriert von der Biographie der Historikerin Naomi Shepherd. Er erzählt die Geschichte von Wilfrid Israels lebensrettenden Unternehmungen, seinen Verbindungen zu den Begründern des Kibbutz HaZore'a und konzentriert sich vor allem auf die letzten zehn Jahre seines Lebens. Die Internetseite des Films Das lebenswichtige Bindeglied: Die Geschichte von Wilfrid Israel stellt mehr Informationen über die Person und den Film bereit und enthält einen Link zur Filmvorschau.